# Nycteola degenerana
Nycteola degenerana là một loài bướm đêm thuộc họ Nolidae. Loài này có ở châu Âu, from miền nam Fennoscandia to Tây Ban Nha, Ý và the Balkans. Outside of châu Âu it được tìm thấy ở Trung Quốc, Nhật Bản, the Korean Peninsula, vùng Viễn Đông Nga (Primorye, miền nam Khabarovsk và miền nam Amur region), miền nam Siberia (Transbaikalia, the Baikal area, Altai và miền tây Siberia), Thổ Nhĩ Kỳ và the Ural.
Sải cánh dài 23–28 mm. Con trưởng thành bay từ giữa tháng 6 đến the beginning of tháng 7 và from the end of tháng 7 (after overwintering) đến tháng 5. Có hai lứa trưởng thành một năm.
Ấu trùng ăn Salix (bao gồm Salix caprea, Salix aurita, Salix cinerea, Salix myrsinifolia và Salix phylicifolia) và Quercus robur.

## Hình ảnh

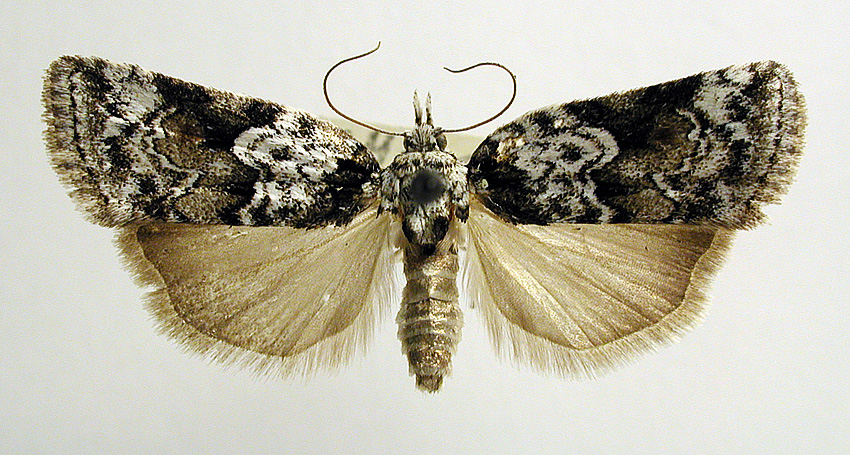
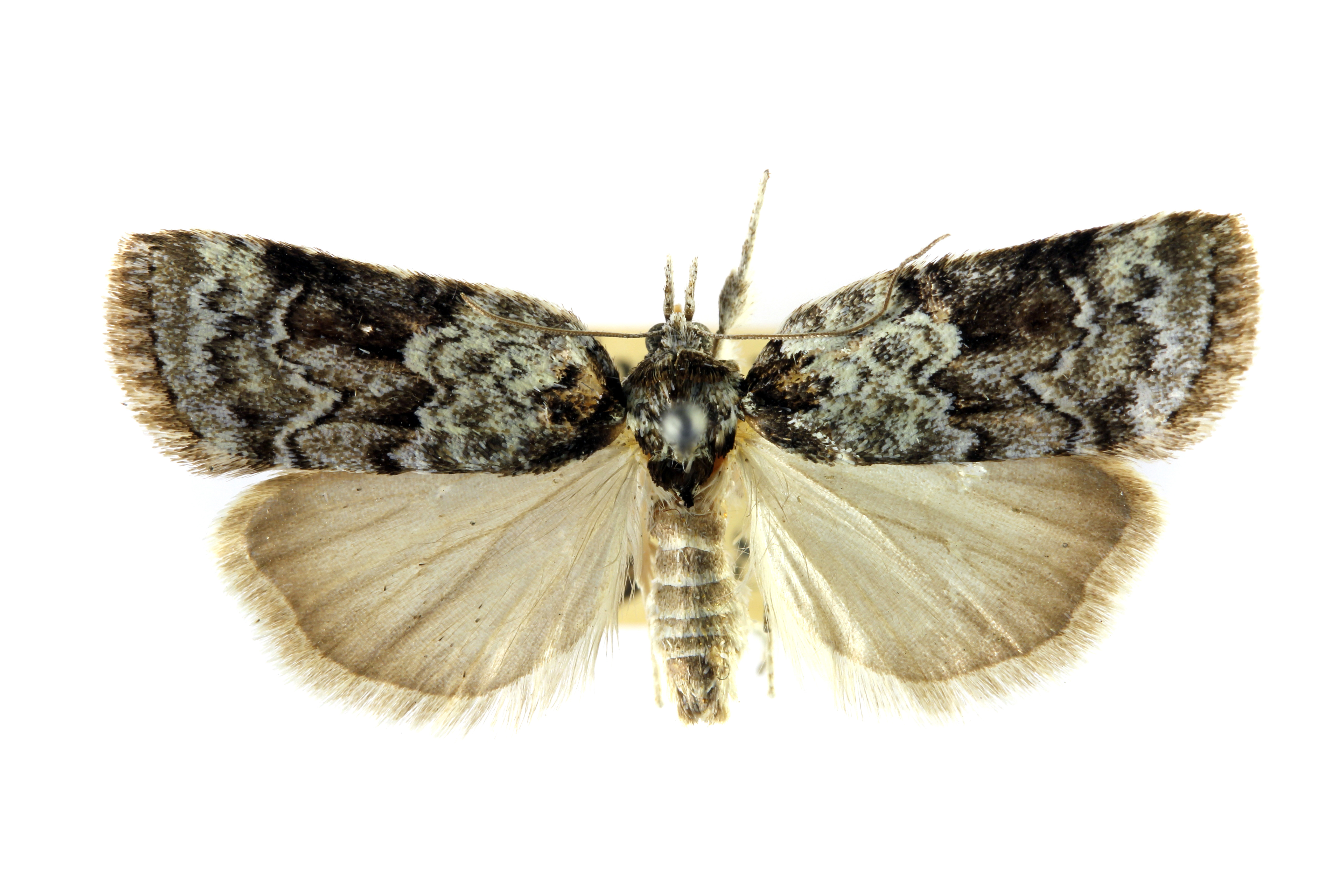
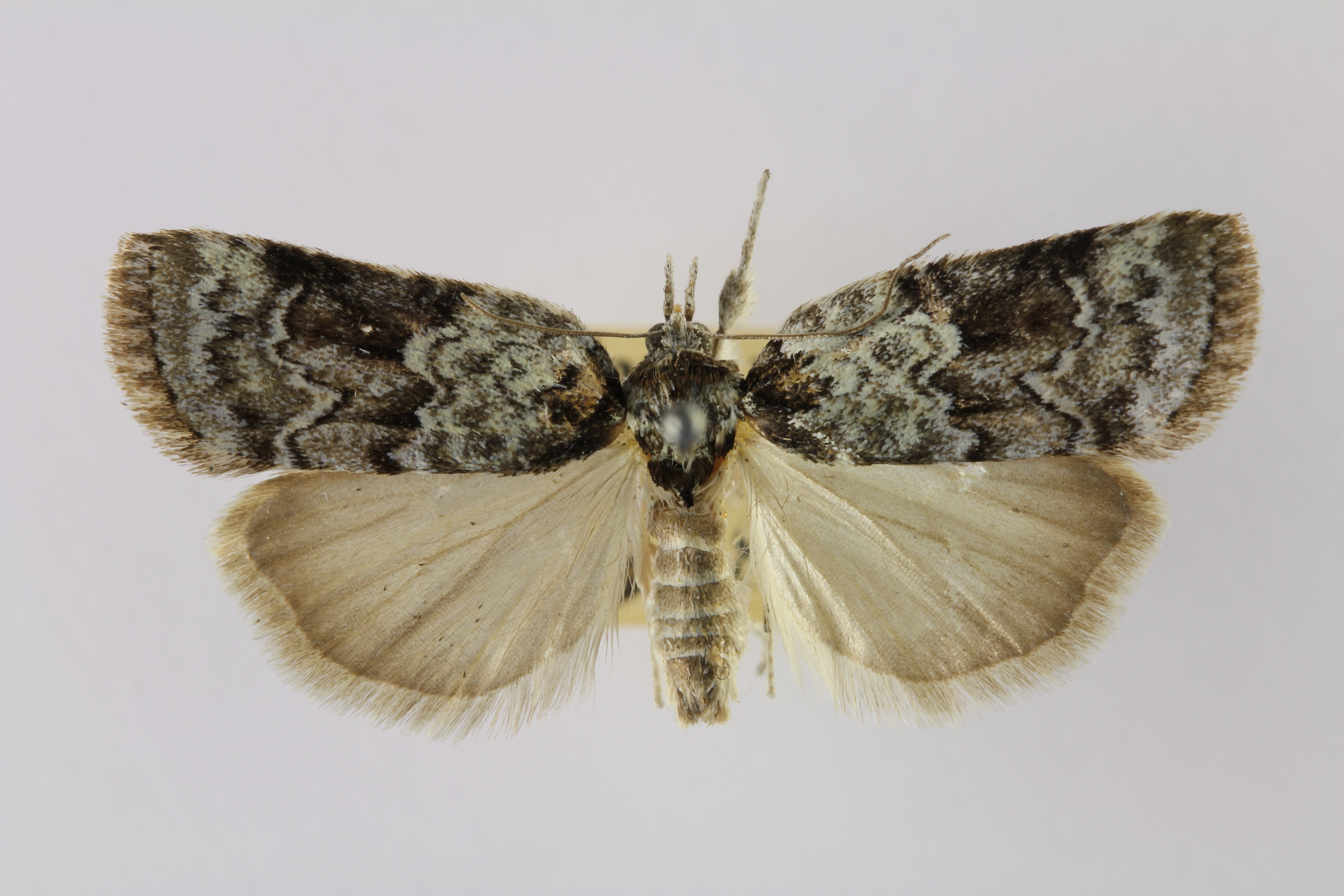